# Petróvitxi (Smolensk)
|  | Per a altres significats, vegeu «Petróvitxi». |

Petróvitxi - Петровичи (rus) - és un poble de l'óblast de Smolensk, a Rússia. És a 400 km al sud-oest de Moscou i a 16 km amb la frontera amb Belarús. Hi va néixer l'escriptor Isaac Asimov.